# Atractiellomycetes
Atractiellomycetes é uma classe de fungos no subfilo Pucciniomycotina de Basidiomycota. Esta classe consiste de uma única ordem, Atractiellales, a qual contém 3 famílias, 10 géneros e 34 espécies.